# عملیات پنجه شمشیر
حمله نظامی ترکیه به شمال شرقی سوریه (۲۰۲۲) که توسط دولت و ارتش این کشور با نام رمز عملیات پنجه-شمشیر نیز نامیده شده‌است، یک عملیات نظامی فرامرزی است که توسط ارتش ترکیه (TSK) از روز ۲۰ نوامبر ۲۰۲۲ (۲۹ آبان ۱۴۰۱) علیه نیروهای دموکراتیک سوریه (SDF) و ارتش عربی سوریه (SAA) در شمال سوریه آغاز شده‌است.
این حملات هوایی پس از آن صورت گرفت که حکومت ترکیه علیرغم تکذیب‌های پیاپی نیروها و احزاب کُرد بدون هیچ مدرکی و به صورت یک‌جانبه کُردها را مسئول بمب‌گذاری ۲۰۲۲ استانبول معرفی کرد.

## حملات
- شامگاه شنبه ۱۹ نوامبر و ساعت‌های آغازین ۲۰ نوامبر ۲۰۲۲ نیروهای مسلح ترکیه اقدام به بمباران مناطق کردنشین سوریه از جمله شهر کوبانی کردند. به گفتهٔ فرهاد شامی سخنگوی مرکز خبررسانی نیروهای دموکراتیک سوریه علاوه بر کوبانی دو روستای پرجمعیت در شمال حلب و شمال حسکه نیز بمباران شده‌اند.[۳] دیدبان حقوق بشر سوریه از ۲۵ حملهٔ هوایی به این دو استان خبر داده‌است و کشته شدن ۹ مبارز و کارگر وابسته به نیروهای دموکراتیک سوریه (۷ نفر در جبل‌قره در حومهٔ مالکیه در حسکه و ۲ نفر در زهرالعرب در حومهٔ غربی درباسیه در حسکه) و ۶ سرباز ارتش سوریه (۴ نفر در پُست گارد مرزی در ام‌حرمال در ابوراسین در شمال غربی حسکه و ۲ نفر در پُست قزعلی در تل‌ابیض در شمال رقه) و نیز مجروح شدن دست‌کم ۳۰ عضو نیروهای دموکراتیک سوریه و ارتش سوریه را تأیید کرده‌است. از جمله مناطق مورد حمله کوه مشتنور در حومهٔ کوبانی (محل مقر نظامی روسیه)، الهُرش، الحُکُمی، حومهٔ علیشر در کوبانی، البَیلونیه، مرعناز، عین دقنه در شمال حلب و یکی از پُست‌های ارتش سوریه در نزدیکی تل‌رفعت بوده‌است.[۴]

در روز ۲۰ نوامبر ۲۰۲۲ نیروی هوایی ارتش ترکیه در منطقۀ شمال سوریه (در حلب، رقه و حسکه) اقدام به حملات هوایی پیاپی علیه مواضع نیروهای دموکراتیک سوریه و ارتش سوریه کرد. ارتش ترکیه همزمان حملات خود به مواضع حزب کارگران کردستان (پ.ک.ک) در شمال کردستان عراق را نیز تداوم بخشید.
- به گزارش خبرگزاری هاوار روز ۲۲ نوامبر ۲۰۲۲ (۱ آذر ۱۴۰۱) از ساعت ..:.. تا ۱۹:۰۰، ارتش ترکیه ظرف ۲۰ ساعت ۴۳ نقطه را در شمال و شرق سوریه از شهبا تا دیرالزور بمباران کرد. در این حملات اهدافی ازجمله مرکز بهداشت، مدرسه، میدان نفتی، مرکز توزیع برق، مناطق مسکونی روستایی و پُست‌های نظامی مورد حمله قرار گرفتند. روستای شیخ عیسی از توابع تل‌رفعت در منطقۀ شهبا، روستاهای سلم و کول‌تپه در غرب و شرق کوبانی، روستای بینه در منطقۀ شراوا در نزدیکی عفرین، روستاهای وحشیه و هربله در کانتون شهبا، روستاهای مَحسنلی و هُشریه در شمال منبج، مرکز مشترک نیروهای ضدترور و ائتلاف بین‌المللی در شمال حسکه، فرودگاه مِنِخ در شهبا، روستاهای علقمیه و کَفَر آنتون در منطقۀ شَرا در کانتون عفرین، روستای اَوجه در جنوب غرب تل تمر، نقطۀ مرزی با نصیبین، روستای گِردَهول در جنوب غربی تربسپی، میدان نفتی العوده، روستاهای سفتک در غرب و قره‌مُخ در شرق کوبانی، مرکز بهداشت روستای قره‌مُخ، روستاهای زُرمِخار، زیارت و چارِغلی در غرب کوبانی، روستای تل زیوان در شرق قامشلی، روستای مَکمَن در دیرالزور، دبستان روستای کوران در شرق کوبانی، روستاهای تل‌ورده، ربیعه و محرمیله در نزدیکی منطقۀ زرگان در کانتون حسکه، روستاهای تل لبن، گوزلیه، تل طویل و آسوران در نزدیک تل‌تمر، چهارراه علی‌فرو در قامشلی، روستاهای تاتماراش، کَفَرآنتون و ارشادیه در منطقۀ شرا در کانتون عفرین، اطراف روستای دوگره، روستاهای روتان و گرکی شمو در شمال غربی تربسپی که سریانی‌نشین هستند، روستای مزگفت، روستای احرز در کانتون شهبا از جمله نقاطی بودند که آماج حملات ترکیه قرار گرفتند.[۶]

در سومین روز از حملات ترکیه به شمال و شرق سوریه میدان نفتی عودا و ناحیۀ لیلان در هفت کیلومتری تربسپی بمباران شد و همچنین به پایگاه مشترک نیروهای ضدترور نیروهای دموکراتیک سوریه و نیروهای ائتلاف بین‌المللی در شمال حسکه نیز حمله شد که طی آن دو عضو نیروهای ضدترور کشته شده و سه تن مجروح شدند که حال دو تن از آنان وخیم گزارش شده‌است.

## واکنش‌ها
کریس وان هالن سناتور دموکرات در توئیتر خود خواهان اعتراض آمریکا به حملات ترکیه علیه کُردهایی شد که مبارزه با داعش را رهبری می‌کنند. فران پالون نمایندۀ دموکرات‌ها در کنگرۀ آمریکا نیز با اشاره به حملات ترکیه به غیرنظامیان و بمباران بیمارستان‌ها با استفاده از جنگنده‌های اف-۱۶ آمریکایی از دولت آمریکا خواست تا قابلیت‌چای نظامی هوایی ترکیه را تقویت نکند.
الکساندر لاورنتیف، فرستاده ویژۀ رئیس‌جمهور روسیه به سوریه ضمن تأکید بر ضرورت یافتن راه‌حل مسالمت آمیز برای حل مسئله کُردها، از ترکیه خواست خویشتن‌دار باشد و از قدرت بیش از حد در سوریه استفاده نکند و همچنین تأکید کرد که ترکیه از قبل روسیه را از عملیات هوایی خود در سوریه و عراق مطلع نکرده‌است.
جنبش جامعه دموکراتیک حملات ترکیه را نشانگر دریافت چراغ سبز از سوی قدرت‌های جهانی دانست و ضمن انتقاد از سکوت و مماشات قدرت‌های جهانی در قبال حملات حکومت ترکیه،‌ از مردم منطقۀ شمال و شرق سوریه خواست خود را در برابر حملات ترکیه سازماندهی کرده و همبستگی خود را تقویت نمایند.
یگان آزادی بین‌المللی که از مبارزان انترناسیونالیست کشورهای مختلف تشکیل شده، حمله به کوبانی را حمله به قدرتمندترین نماد انقلاب، به روح و قلب انقلاب، به خلق و جنبش خودمدیریتی دمکراتیک و اقدامی در راستای تحمیل سیاست ژنوساید دانست، و ضمن مسئول دانستن آمریکا که تنها برای منافع خود در سوریه حضور دارد، اعلام کرد که در این نبرد برای دفاع از انقلاب روژاوا که نمایندۀ جبهۀ جهانی در نبرد با فاشیسم است با روح انترناسیونالیستی مبارزه خواهد کرد.
آلدار خلیل عضو شورای رهبری حزب اتحاد دمکراتیک حملات ترکیه به اهداف غیرنظامی مانند انبارهای غلات، مرکز برق و بیمارستان که با استفاده از سلاح‌های ناتو و جنگنده‌های ساخت آمریکا انجام شده را مؤید چراغ سبز نیروهای بین‌المللی به ترکیه برای این اقدامات دانست و از همۀ هویت‌های ساکن روژاوا خواست تا ضمن همبستگی در برابر حملات برای جنگ انقلابی خلق در زمینه‌های نظامی، اجتماعی، دیپلماتیک و فرهنگی هنری آمادگی آماده شوند.